# مسافر (اسم)
مسافر هو اسم علم مذكر من أصل عربي، ومعناه هو بمعنى ذاهبراحلمنتقل من بلده إلى بلد آخروقد يسمى به الثور الوحشي لكثرة تنقله في البيداءومسافر بن ابي عمر (ت نحو 10 قهـ) شاعر جواد من السادات.

## شخصيات تحمل الاسم
- مسافر عبد الكريم (ممثل عراقي، 8 يوليو 1949 – 26 فبراير 1991)

## وصلات خارجية
- موسوعة السلطان قابوس لأسماء العرب